# Lower Indian Ocean Network
Pour les articles homonymes, voir LION.
Le LION, ou Lower Indian Ocean Network, est un câble sous-marin installé par France Télécom dans le sud-ouest de l'océan Indien. Il relie depuis 2009 Madagascar à l'île Maurice en passant par La Réunion. Ce faisant, il double le SAFE entre les deux îles des Mascareignes et connecte la Grande Île à cet autre câble qui jusqu'ici l'évitait, mettant un terme à sa dépendance aux liaisons satellitaires. 
Composé de quatre fibre optiques, le LION touche terre à La Réunion et Maurice, à Sainte-Marie et Terre Rouge respectivement.
Il est ensuite, en 2012, prolongé de Madagascar à Mombasa, au Kenya, en desservant Mayotte au passage, par LION2. Un prolongement de Maurice à l'Asie est par ailleurs envisagé.

## Propriétaires
les entreprises qui sont à l'origine du projet LION sont  :
Mauritius Telecom, Orange, Orange Madagascar.

## Référence
1. 1 2  (en) « LION2 Indian Ocean submarine cable now in service », sur lightwaveonline.com, 12 avril 2012 (consulté le 10 octobre 2016).
2. ↑  « Submarine Cable Map », sur www.submarinecablemap.com (consulté le 26 octobre 2021)